# Сърнево (област Стара Загора)
 За другото българско село с име Сърнево вижте Сърнево (Област Бургас).  
Сърнево е село в Южна България. То се намира в община Раднево, област Стара Загора.

## География
Село Сърнево се намира в Южна България на главен път 57 между Стара Загора (на 15 km) и Раднево (на 12 km). Разстояние до столицата София – около 210 km. Най-близкото село е Пшеничево – около 3 km на североизток.

## История
Старото име на селото е Караджелнии (среща се и като Караджалий). Турското произношение се дължи на това, че през този период сме били под османско владичество. Но после поради големия брой на сърни, намиращи се в близката гора, то бива прекръстено на сегашното село Сърнево.

## Поминък
Основният поминък на хората в селото е растениевъдство и животновъдство. Културите, които са най-характерни за тази част на страната са слънчоглед, пшеница, ечемик, рапица и др.

## Религия
Религията, която се изповядва е източноправославно християнство.

## Културни и природни забележителности
- Читалище „Съзнание“ (1927 г.), където се намира също така и местната библиотека, както и Аула, в която са се провеждали много мероприятия, вкл. прожектиране на филми, изнасяне на фолклорни представления, както и празнуване на празника на патроните на ОУ „Кирил и Метдодий“.
- ОУ „Св. св. Кирил и Методий“ – В летописната книга на основно училище „Св. св. Кирил и Методий“, с. Сърнево, община Раднево, започната през 1907 г., е посочено, че то е започнало да съществува, като килийно училище от 1842 г. Според справка, направена в Държавен архив, гр. Стара Загора, то съществува от 1830 г. и това се приема за година на основаването му. Първият местен учител е Марко Турлаков, родом от Сърнево. Той е и първият летописец на училището. Учителствува от 1891 г. до 1907 г. След учителската професия, той прави редица проучвания, използва спомените и разказите на стари хора и оставя кратка историческа справка за сърневското училище. Училището разполага с копие само на една страница от оригинала и препис от неговите записки.
- Детска градина „Радост“
- Църква „Света Петка“
- В центъра на селото има издигната чешма, а в парка, с който разполага селото, има издигната плоча с имената на загиналите в битка сърневци през Втората Световна война.
- През центъра на селото преминава река Бяла Рада, която символично разделя селото на две. Тя е пресушена и основната и функцията ѝ е на отводнителен канал.

Празникът на селото е на 14 октомври (Петковден). Чества се всяка година, с традиционни песни и танци за областта, забавления за деца и възрастни.
От 2013 година е възроден отборът в селото ФК „Левски“ Сърнево по инициатива на всички младежи в селото.

## Личности
- Марко Турлаков (1872 – 1940), политик